# Дяченко Юрій Михайлович
Юрій Михайлович Дяченко (8 лютого 1937, Дербент, Дагестанська АРСР, РРФСР — 16 грудня 2020) — радянський та російський футболіст та тренер. Виступав на позиції нападника. Заслужений тренер РРФСР.

## Кар'єра гравця
Вихованець юнацької команди «Динамо» з Грозного. У 1955 році, будучи 10-класником, був запрошений до юнацької збірної РРФСР, за яку успішно виступив на Спартакіаді 1956 року. Також у 1956 році виступав за аматорський клуб «Металург» (Орджонікідзе). У 1957 році повернувся в Грозний, грав за «Терек». У 1958 році транзитом через київське «Динамо», в якому значився Дьяченко, перейшов в махачкалинський «Темп». З 1961 по 1962 роки грав за «Шахтар» з Шахти. У 1963 році виступав за одеський «Чорноморець», після чого грав за кіровоградську «Зірку» й нальчикський «Спартак». У 1965 році виступав за «Терек». Завершив кар'єру гравця в кисловодському «Спартаку».

## Кар'єра тренера
З 1968 року працював тренером, розпочинав свій тренерський шлях у дніпродзержинському «Прометеї». У 1969 році тренував «Будівельник» з Рудного. З 1974 року тренував «Терек», під його керівництвом клуб став чемпіоном РРФСР, а після завершення сезону 1975 року покинув клуб. З 1978 по 1980 рік тренував пермську «Зірку», під керівництвом якої провів 128 матчів, в яких здобув 64 перемоги. З «Зіркою» в перший же сезон вийшов у першу лігу. У серпні 1985 року повернувся в «Терек» й керував клубом протягом 13 матчів, після чого тренував «Машук». У 1989 році знову повернувся в Грозний, де працював до червня 1990 року. У 1991 році призначений начальником кисловодського «Асмаралу», а в 1993 році — головним тренером.

## Особисте життя
Народився в Дербенті в родині машиніста і вчительки початкових класів. Після закінчення трьох місяців від народження батьки з Юрієм переїхали в Грозний, де й пройшла його юність. Після закінчення школи Юрій вступив до залізничного технікуму в Орджонікідзе, а потім в Грозненський державний педагогічний інститут, на спортивний факультет. У 1978 році з відзнакою закінчив Московську вищу школу тренерів. У столиці Чечено-Інгушської АРСР проживав до 1983 року, після чого перебрався до Кисловодська. З 1958 року одружений, дружину звати Оксана.